# 1. FC Rodewisch
Der 1. FC Rodewisch ist ein deutscher Fußballverein aus Rodewisch im Vogtlandkreis. Der Club ist ein Nachfolger der BSG Wismut Rodewisch, Heimstätte ist das Stadion der Jugend.

## Verein
Der 1. FC Rodewisch (später auch VfB Rodewisch) wurde im Jahr 1908 gegründet. Im Gegensatz zu den vogtländischen Lokalrivalen Konkordia Plauen und SpVgg Falkenstein spielte Rodewisch in der Meisterschaft des Verbandes Mitteldeutscher Ballspiel-Vereine (VMBV) stets unterklassig, nur 1930/31 gelang ein einjähriges Gastspiel in der Gauliga Vogtland, eine von damals zahlreichen ersten Spielklassen des VMBV. Etwaige Teilnahmen an der 1933 eingeführten Gauliga Sachsen fanden ebenfalls nicht statt. Dem Verein gelang 1938 der Aufstieg in die zweitklassige Fußball-Bezirksklasse Plauen-Zwickau, die bis 1941/42 gehalten werden konnte.
1945 wurde der Club aufgelöst und als SG Rodewisch neu gegründet. Ab 1953 stieg die SDAG Wismut als Trägerbetrieb ein, die BSG agierte in der Folgezeit unter der Bezeichnung Wismut Rodewisch. Sportlich gelang Wismut Rodewisch 1957 erstmals der Aufstieg zur damals viertklassigen Bezirksliga Karl-Marx-Stadt. Bereits 1958 fuhr die Wismut mit knappen Vorsprung auf Motor Werdau und Motor Zschopau die Karl-Marx-Städter Bezirksmeisterschaft ein und stieg in die II. DDR-Liga auf. Die dritthöchste Spielklasse der DDR erwies sich für die Vogtländer als eine Nummer zu groß, die BSG stieg als Tabellenletzter postwendend wieder in den Bezirksbereich ab.
1962 stieg die Wismut als Trägerbetrieb wieder aus, nach einer Fusion mit Fortschritt Rodewisch vollzog Rodewisch eine erneute Namensänderung in TSG Rodewisch. Die TSG hielt die Bezirksliga nur noch bis 1967, in die sie erst 1989 wieder zurückkehrte. Mit der Wende trat der Verein als TSV Rodewisch in Erscheinung, bereits 1993 löste sich die Fußballabteilung heraus und trat als 1. FC Rodewisch an. Sportlich war der FCR durchaus erfolgreich. Zwischen 1995 und 2001 agierte der Club für sechs Spielzeiten in der Landesliga Sachsen, aus der sich Rodewisch vorzeitig aus dem Spielbetrieb zurückzog.
In der Saison 2012/13 gelang dem 1. FC Rodewisch der Aufstieg in die Kreisoberliga Vogtland (Vogtlandliga). In dieser gelang im ersten Jahr mit dem 9. Platz der sichere Klassenerhalt.

## Statistik
- Teilnahme II. DDR-Liga: 1959
- 1995–2001 Landesliga Sachsen
- 2002–2013 Kreisliga A (ab Saison 11/12 Vogtlandklasse)
- seit Saison 2013/14 Kreisoberliga Vogtland (Vogtlandliga)

## Personen
- Ralf Kraft
- Steffen Krauß
- Joachim Müller
- Gerd Schädlich